# Stribor Kusturica
Stribor Kusturica (Sarajevo, 3 febbraio 1978) è un attore, musicista e compositore serbo.

## Biografia
Figlio del regista Emir Kusturica, dopo studi di letteratura, decide di far diventare un lavoro la sua passione, la batteria. Diventa batterista dei No Smoking Orchestra.
In parallelo recita nei film del padre nel 2001 in Super 8 Stories, nel 2004 in La vita è un miracolo e nel 2007 in Promettilo! (di cui è autore anche della colonna sonora). Scrive la colonna sonora anche per Maradona nel 2008 e On the Milky Road - Sulla Via Lattea nel 2016.
Fonda un nuovo gruppo nel 2007, Stribor Kusturica & The Poisoners.
Nel novembre del 2004 ha un figlio di nome Janko.